# Дхадар
Дхадар или Дадхар (урду ڈھاڈر‎) — город на юге Пакистана, в провинции Белуджистан. Административный центр округа Болан. По данным переписи, на 1998 год население составляло 12 749 человек.

## География
Город находится в центральной части Белуджистана, на восточной окраине Иранского нагорья, на высоте 132 метров над уровнем моря.
Дхадар расположен на расстоянии приблизительно 97 километров к юго-востоку от Кветты, административного центра провинции и на расстоянии 690 километров к юго-западу от Исламабада, столицы страны. Ближайший гражданский аэропорт находится в городе Сиби.